# Нуралиева, Наталья Викторовна
Наталья Викторовна Нуралиева (урожд. Лискина) (род. 3 мая 1971, Калинин) — советская дзюдоистка и самбистка, мастер спорта СССР по дзюдо и самбо. Заслуженный тренер России.

## Карьера
Воспитанница Калининской школы самбо и дзюдо. Наталья Викторовна (1971) — Чемпионка мира по самбо. Победитель и призёр Первенств СССР по дзюдо и самбо. Тренеры — ЗТР СССР Александр Егорович Соколов, ЗТР РСФСР Соколова Лидия Сергеевна. Является первой Чемпионкой мира по самбо, завоевавшей этот титул в 1989 году на первом Чемпионате Мира с участием женщин в США.

## Семья
В 1991 году вышла замуж, муж — Кахрамон Нуралиев, призёр чемпионатов и Кубков СССР, чемпион и призёр чемпионатов Европы. Вместе с Натальей основал школу борьбы «Олимп».
У супругов четыре сына и дочь. Сын Ботыр — призёр первенств России среди юниоров и молодёжи по дзюдо, Призёр Кубка России по дзюдо, Победитель и призёр Кубка Европы по дзюдо, Чемпион и призёр Чемпионатов России, Европы и Мира по Универсальному бою, Заслуженный мастер спорта России. Сын Нурали — Чемпион и призёр Чемпионатов России, Европы и Мира по Универсальному бою, Мастер спорта России международного класса по Универсальному бою. Сын Темурбек — призёр первенства России по дзюдо среди юношей, Серебряный призёр Европейского юношеского Олимпийского фестиваля по дзюдо, Чемпион и призёр Чемпионатов России, Европы и Мира по Универсальному бою, Заслуженный мастер спорта России по Универсальному бою.
В 2002 году Нуралиевы стали победителями Чемпионата России по спортивному многоборью среди семейных команд «Папа, мама, я – спортивная семья». В 2005 году семья Нуралиевых стала обладательницей Национальной премии «Семья России» в номинации «Семья года – за спортивные достижения». В 2018 году семья была награждена медалью ордена «Родительская слава».